# Lilioceris lianzhouensis
Lilioceris lianzhouensis là một loài bọ cánh cứng trong họ Chrysomelidae. Loài này được Long miêu tả khoa học năm 2000.